# Erie (Colorado)
Erie és una població dels Estats Units a l'estat de Colorado. Segons el cens del 2000 tenia 6.291 habitants.

## Demografia
Segons el cens del 2000, Erie tenia 6.291 habitants, 2.199 habitatges, i 1.743 famílies. La densitat de població era de 256,8 habitants per km².
Dels 2.199 habitatges en un 45% hi vivien nens de menys de 18 anys, en un 70,7% hi vivien parelles casades, en un 5,3% dones solteres, i en un 20,7% no eren unitats familiars. En el 13,6% dels habitatges hi vivien persones soles l'1,6% de les quals corresponia a persones de 65 anys o més que vivien soles. El nombre mitjà de persones vivint en cada habitatge era de 2,86 i el nombre mitjà de persones que vivien en cada família era de 3,18.
Per edats la població es repartia de la següent manera: un 30,3% tenia menys de 18 anys, un 5,1% entre 18 i 24, un 43,8% entre 25 i 44, un 17,3% de 45 a 60 i un 3,5% 65 anys o més.
L'edat mediana era de 32 anys. Per cada 100 dones de 18 o més anys hi havia 101,2 homes.
La renda mediana per habitatge era de 77.114 $ i la renda mediana per família de 79.892 $. Els homes tenien una renda mediana de 52.112 $ mentre que les dones 37.271 $. La renda per capita de la població era de 30.625 $. Entorn de l'1,1% de les famílies i el 2,1% de la població estaven per davall del llindar de pobresa.

## Poblacions més properes
El següent diagrama mostra les poblacions més properes.